# Циганка (сорт картоплі)
Циганка — столовий сорт картоплі видовженої форми, з фіолетовою шкіркою та світлою м'якоттю (від білої до світло-кремової). Сорт народної селекції, традиційно поширений в багатьох районах України та частині суміжних держав. Виник не пізніше першої половини XX ст. Назва походить від варіанту найменування жінки народу циган через свій яскравий колір.

## Характеристика сорту
Сорт було виведено невідомим селекціонером, чи не пов'язаною між собою групою селекціонерів-аматорів. Відноситься до ранніх або середньоранніх, в залежності від кліматичної зони. Сорт отримав свою назву за оригінальний фіолетовий відтінок шкірки. Ніжна біла м'якоть створює гарний контраст. Врожайність добра, доходила до 250 центнерів з гектара.
Бульби не вирівняні за вагою, під одним кущем зав'язуються як великі картоплини, так і дрібні нетоварні. На зовнішній вигляд і якість картоплин сильно впливає родючість ґрунту, температура повітря, полив. На полив бульба реагує добре. Особливість сорту — дуже тонка і ніжна шкірка. Вона ускладнює механічний збір, бульби при зборі комбайном швидко пошкоджуються. Це знижує цінність сорту для великих господарств. Проте, на невеликих полях картопля росте і збирається без проблем. М'якоть добре підлягає тепловій обробці взагалі й запіканню — зокрема. М'якість та смакові якості готової картоплі цього сорту зумовили попит на неї з боку ресторанів. Неушкоджена картопля відмінно зберігається, не в'яне і не всихає. Довгі перевезення переносить погано. Кущі не надто високі, компактні, не розлогі. Листя дрібне, темно-зелене, зі злегка хвилястими краями та чітко означеними жилками. Стебла темні, з синюватим відливом. Яскраво-блакитні великі квіти зібрані в невеликі віночки, ягоди зав'язуються рідко. Коренева система розвинена добре. Сорт використовується у дієтичному та дитячому харчуванні. М'якоть — ніжна, делікатна, з насиченим, не водянистим смаком. Тонка, м'яка шкірка багата йодом і вітамінами. Біла або кремова м'якоть не темніє в процесі обробки, при приготуванні картопля зберігає ніжну консистенцію, але не розварюється. Підходить для запікання, приготування гарнірів або салатів. В кущі визріває від 6 до 14 бульб. Лежкість картоплі (здатність до зберігання) — 92 %.

## Походження
«Циганка» — сорт народної селекції, прототипом для якого, імовірно, стали відомі голландські гібриди Чорний Барон і Блакитний Дунай. До Держреєстру сорт не внесений, картопля широко поширена в Україні та Росії. Не підходить для промислового вирощування, оскільки сильно страждає при механічному збиранні. Найчастіше висаджується на невеликих фермах, а також в особистих підсобних господарствах.

## Стійкість до захворювань
Рослини стійкі до багатьох небезпечних захворювань: картопляного раку, звичайної парші, сірої гнилі, різноманітних вірусів. Непогана опірність фітофторозу. Можливе ураження жуками-паразитами.

## Переваги та недоліки
До основних переваг сорту можна віднести:
- високі смакові якості бульб;
- раннє дозрівання;
- хорошу врожайність;
- незвичайний синьо-фіолетовий відтінок шкірки;
- стійкість до основних захворювань.

Особливістю можна вважати вимогливість до поживності ґрунту і помірного зволоження. Ще одна проблема — занадто тонка шкірка, що полегшує обробку бульб, але виключає використання комбайна в процесі збирання.

## Особливості вирощування
Для посадки відбираються найбільші бульби, не пошкоджені шкідниками, зібрані з великих, здорових кущів. Висаджування нетоварної дрібниці сильно знижує врожайність, картопля може вироджуватися. Перед посадкою бульби викладаються на світло для проростання. Паростки з'являються дружно, даючи можливість висаджувати не цілі бульби, а сегменти з очками. Картоплини розрізають продезінфікованим ножем безпосередньо перед посадкою. Ґрунт для картоплі повинен добре прогрітися. Ідеальна температура — від 12 градусів за Цельсієм. Ґрунт ретельно рихлять, вибираючи залишки рослин, по лунках розкладають гній і деревний попіл. Кущі розміщують на відстані 30-35 см, залишаючи міжряддя в 70 см. Під час вирощування картоплю не менше 2 разів підгортають, формуючи високі гребені. Дозований полив істотно покращує врожайність. За тиждень до початку збирання рекомендовано зрізати все бадилля, це дозволить бульбам набрати вагу, а також накопичити корисні речовини. Не можна дозволяти картоплі залежатися в землі, краще прибрати її трохи раніше. Такий підхід допоможе уникнути захворювань (наприклад, фітофторозу). Бажано 1 раз у 2-3 роки змінювати ділянку для посадки, це запобіжить неприємним захворюванням[які?] і зміцнить імунітет рослин. Ідеальні попередники для картоплі — фацелія, олійна редька, бобові або капуста. Ці культури наситять ґрунт корисними мікроелементами, попередять появу інфекцій. Подібно до багатьох сортів з синьою шкіркою, «Циганка» часто атакується колорадськими жуками. Вони псують бадилля, а дротянка нападає на бульби, проробляючи в них ходи. Позбутися від комах-шкідників допоможе передпосадкова обробка ґрунту, можливе застосування нетоксичних біопрепаратів, вони особливо потрібні під час формування бульб. Картопля визріває за 70—90 діб.